# Nákladní vlak

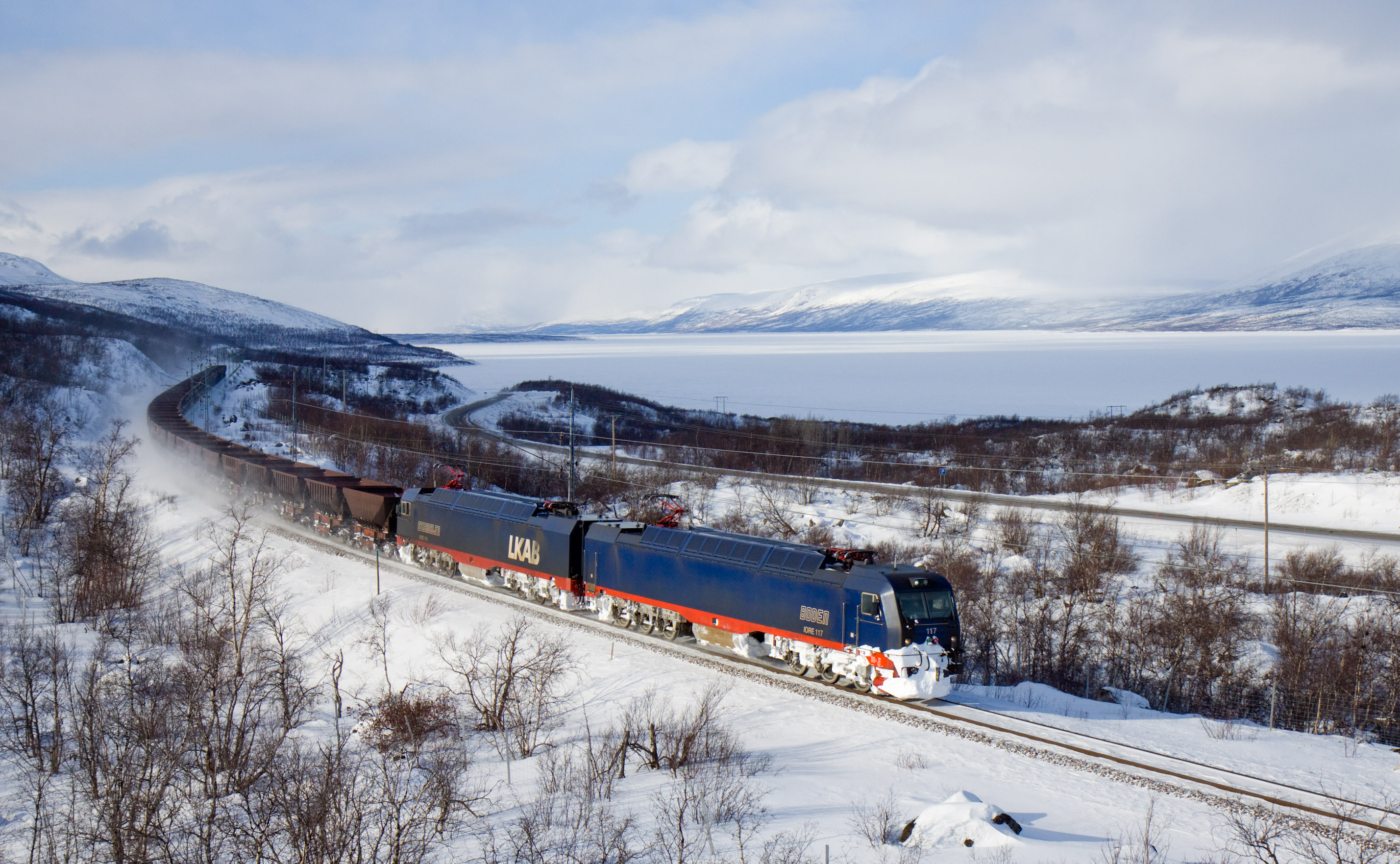
Vyrovnávkový nákladní vlak společnosti MTAB na Malmbanan

Nákladní vlak je vlak, který slouží k přepravě zboží po železnici. Skládá se ze soupravy nákladních vozů (bez ohledu na to, zda jsou prázdné nebo ložené) a z jedné či více lokomotiv, které zajišťují pohyb vlaku. Nákladní vlak může zajišťovat také dopravu osobních vozů či speciálních vozidel.
Historicky příslušela role provozovatele nákladních vlaků unitárním železnicím, ať už v majetku státu, tak v soukromém vlastnictví, v současnosti je však tato praxe v různých částech světa různá. V rámci Evropské unie i v některých dalších evropských státech mimo EU se nákladní dopravou zabývají většinou specializovaní nákladní dopravci.

## Technika

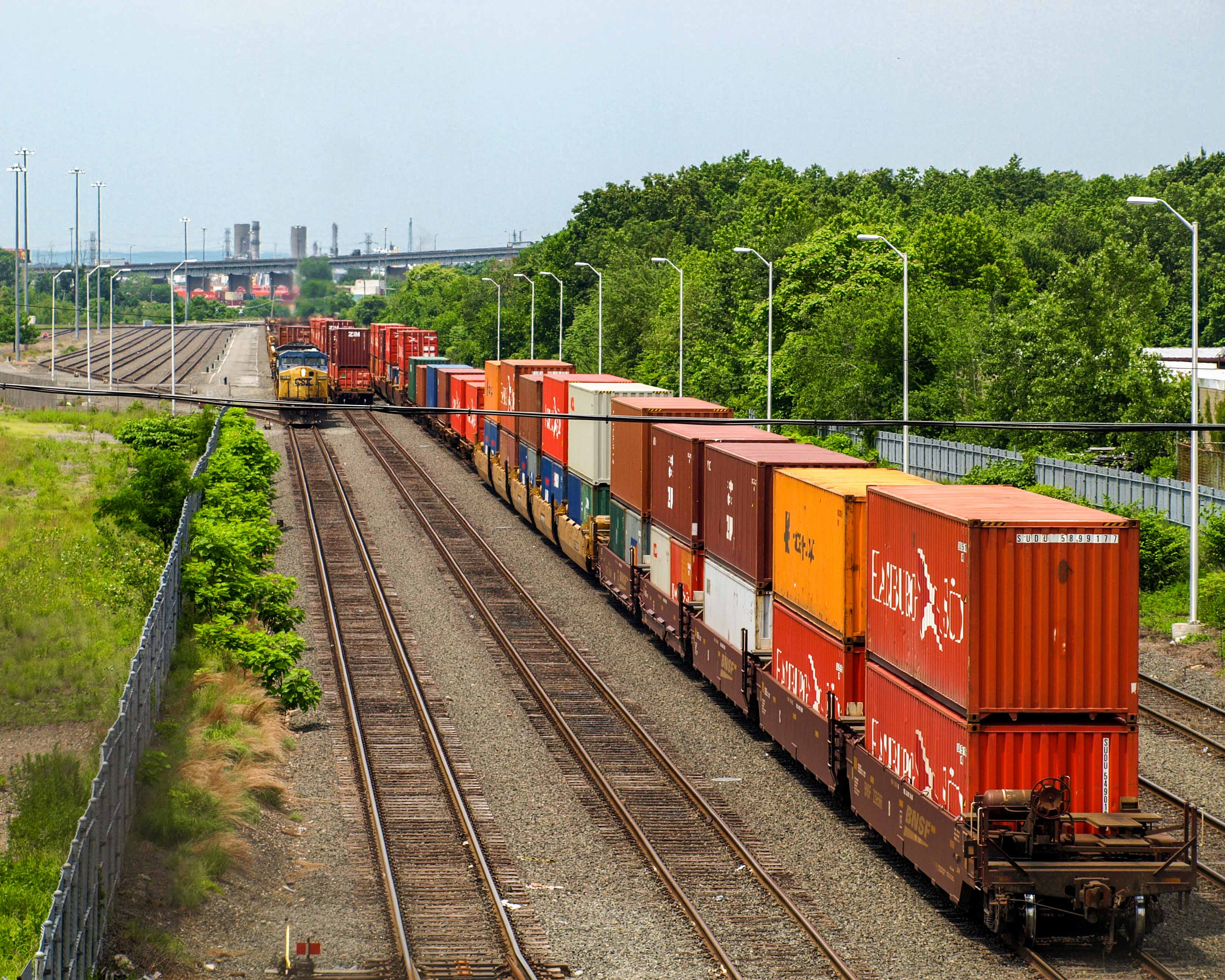
Větší průjezdný průřez umožňuje vozit dva kontejnery ve stohu (USA)

Nejvyšší dovolená hmotnost nákladního vlaku závisí kromě sklonových poměrů dané trati a trakčních vlastností lokomotiv také na pevnosti používaného spřáhla. Proto v zemích, kde je používáno samočinné spřáhlo nákladního typu, jako jsou nástupnické země bývalého Sovětského svazu či USA, jezdí výrazně delší a těžší nákladní vlaky než v zemích, kde je používáno tradiční táhlové ústrojí se šroubovkou. Omezená pevnost šroubovky může být částečně kompenzována používáním postrků, někdy jen na části trasy vlaku.
Délka nákladního vlaku je omezena délkou předjízdných kolejí ve stanicích resp. výhybnách.
V oblastech se souvislým hustším osídlením, např. v západní a střední Evropě, existují souvislé elektrizované magistrální tratě, na kterých bývají nákladní vlaky převážně vedeny elektrickou lokomotivou stejně jako vlaky osobní dopravy. Při nižší hustotě osídlení (Severní Amerika, Rusko, …) je charakter nákladní dopravy odlišný: elektrizovat tratě je ekonomické jen kvůli předměstské osobní dopravě v aglomeracích a jejich okolí; nákladní vlaky bývají vedeny dieselovými lokomotivami v celé trase, i na elektrizovaných tratích. Bývají velmi dlouhé, těžké a vedené několika silnými lokomotivami, jejichž napájení v elektrickém provedení by bylo problematické. V historii se ale na americké nákladní vlaky elektrické lokomotivy používaly. Patřila k nim například lokomotiva GG1.

## Druhy nákladních vlaků v Česku

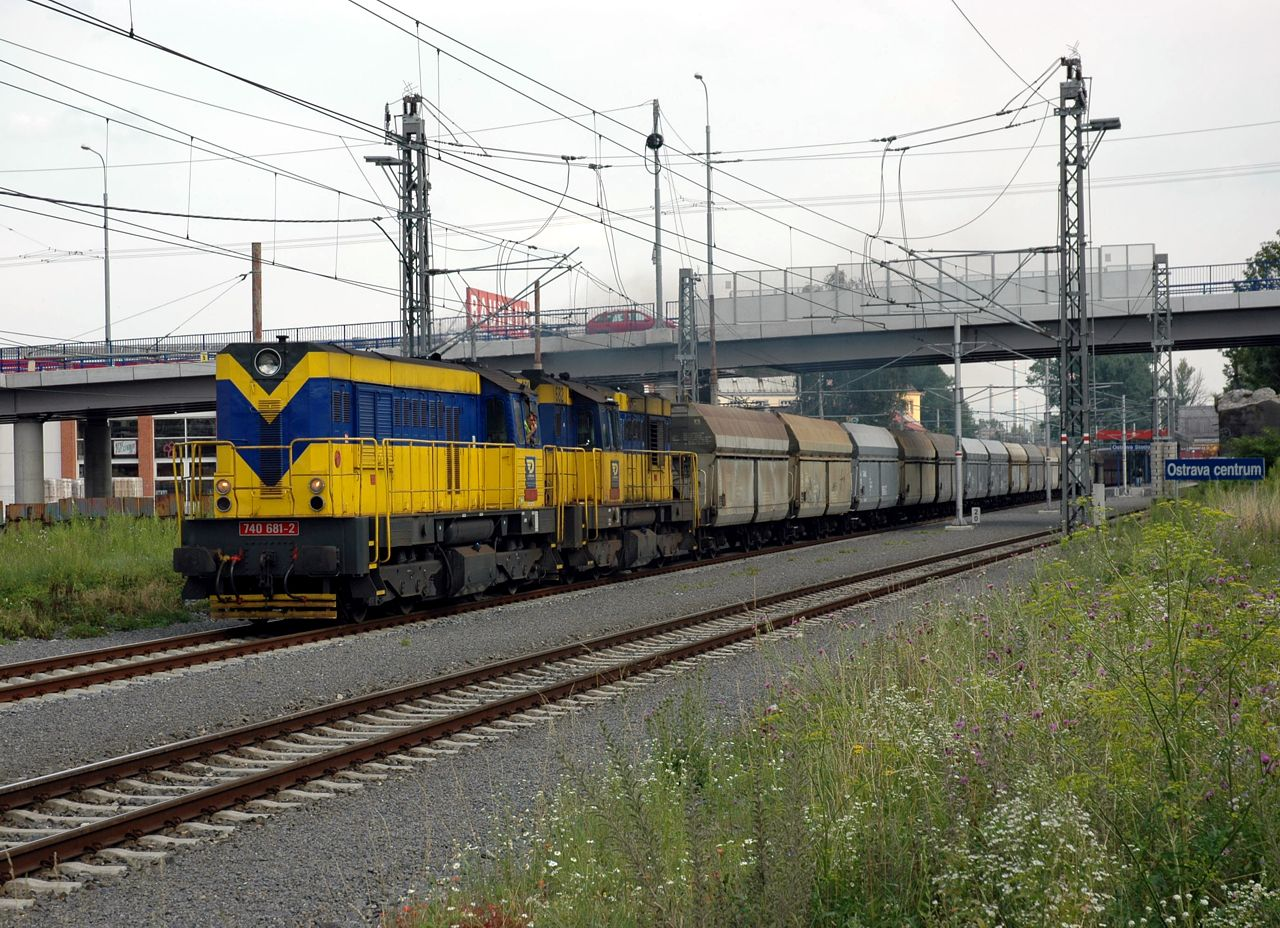
Nákladní vlak dopravce OKD, Doprava

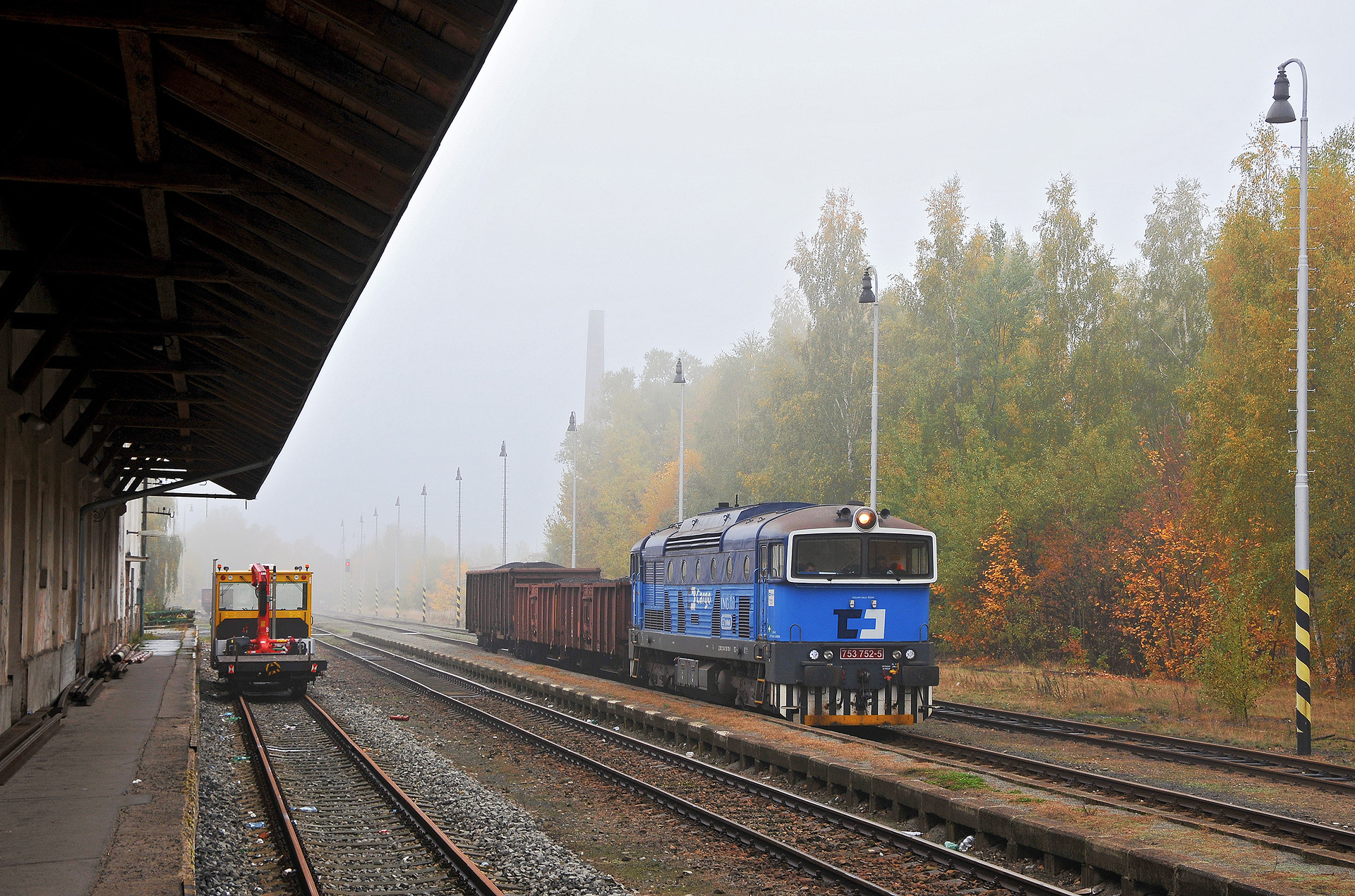
Krátký manipulační vlak, obsluhující menší a odlehlejší stanice

V Česku jsou na síti provozovatele dráhy Správa železnic provozovány následující druhy nákladních vlaků:
- expresní nákladní vlaky (NEx) – vlaky pro přepravu přednostních zásilek zpravidla mezistátní přepravy, vlaky kombinované dopravy
- rychlé nákladní vlaky (Rn) – vlaky pro přepravu důležitých zásilek

- průběžné nákladní vlaky (Pn) – vlaky určené pro přepravu zátěže mezi vlakotvornými stanicemi a přímé ucelené vlaky
- vyrovnávkové nákladní vlaky (Vn) – vlaky určené pro přepravu prázdných vozů (zpravidla se jedná o zpětný běh vozů, které dojely v loženém stavu jako Pn vlak do cílové stanice a po vyložení se vracejí v prázdném stavu k nakládce)
- manipulační nákladní vlaky (Mn) – vlaky určené k rozvozu a svozu zátěže do mezilehlých stanic
- vlečkové vlaky (Vleč) – vlaky určené pro jízdu na vlečku odbočující ze širé trati s návratem do stanice, ze které byly vypraveny
- služební vlaky (Služ) – vlaky pro potřebu provozovatele dráhy, mezi ně patří i nutné pomocné vlaky (vypravované pro potřebu odstranění mimořádné události), které mají zkratku Pom [1]

Do roku 2001 se na tehdejší síti Českých drah používaly také následující druhy nákladních vlaků:
- Spěšné nákladní vlaky (Sn) – od r. 2001 začleněny do kategorie Rn
- Přestavovací nákladní vlaky (Pv) – od r. 2001 začleněny do kategorie Mn[2]

Od změny předpisu D1 roku 2015 byly druhy Rn, Pn a Vn sloučeny do jediné kategorie Pn, jenž zahrnuje všechny vlaky určené pro přepravu zátěže mezi stanicemi, zpravidla bez manipulace na trase.